# 羽琌山馆和云亭别墅
28°28′26″N 116°04′05″E / 28.47389°N 116.06806°E
羽琌山馆和云亭别墅位于中国江西省南昌市进贤县架桥镇艾溪陈家村。2013年被列为第七批全国重点文物保护单位。
“羽琌山馆”为艾溪陈家古建筑群中的“西庄园”，而云亭别墅则是“东庄园”。“羽琌山馆”占地面积4536平方米，内有“治经室”、“宝俭庐”、“还读楼”、“恋春阁”、“磨砚山房”、“洁馨屋”等。“云亭别墅”始建于1863年，别墅主人为清代咸丰年间的举人陈奎彩、光绪年间进士陈应辰父子。